# Ryska konstituerande församlingen

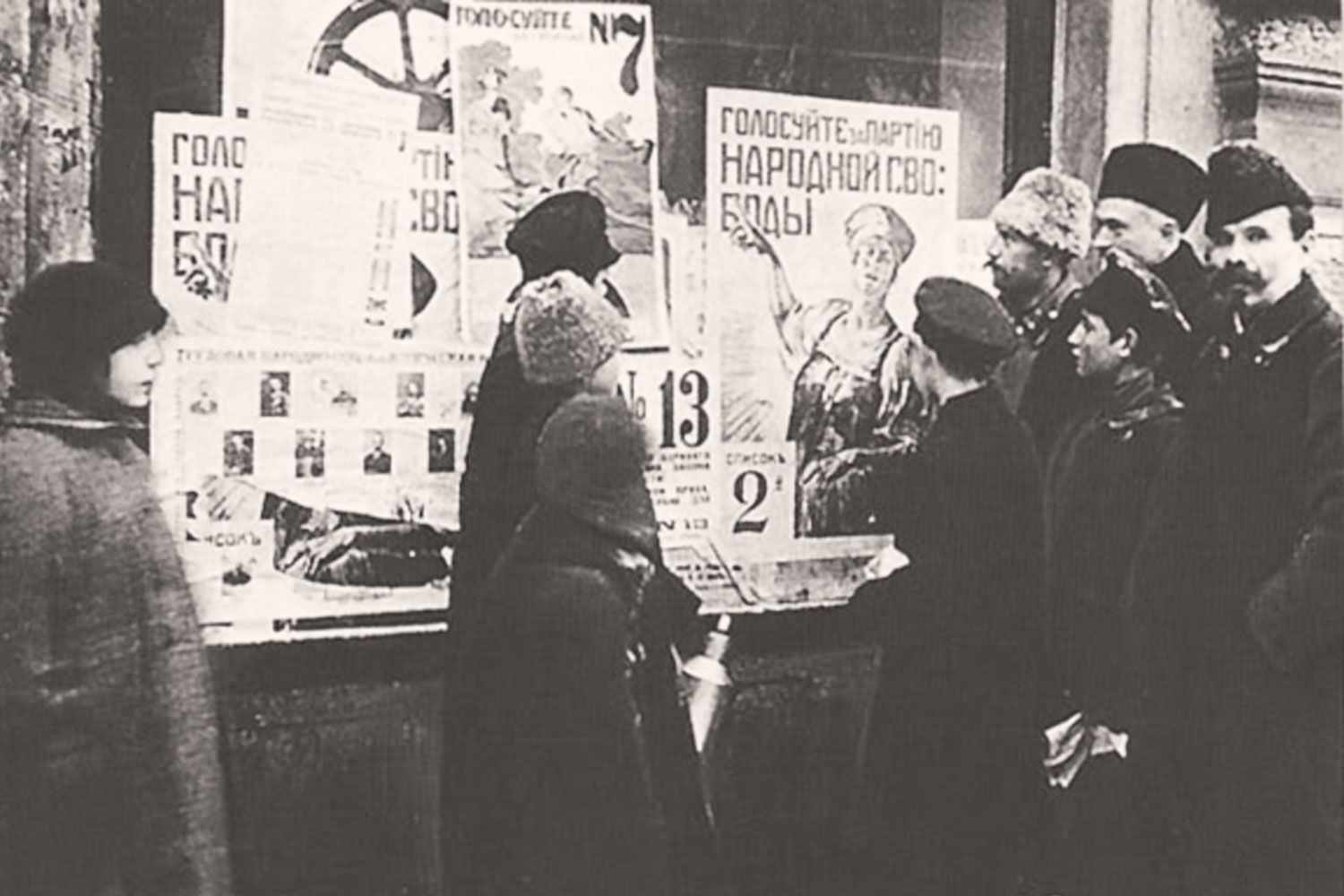
Fotografi från september 1917 med uppmaningar om att rösta i valet till den konstituerande församlingen.

Den ryska konstituerande församlingen (ryska: Учредительное собрание, utjreditelnoje sobranije) var ett folkvalt politiskt organ i Ryska SFSR (den ryska sovjetrepubliken) som bildades genom val den 25 november 1917 (n.s.). Församlingen upplöstes av bolsjevikerna den 19 januari 1918 efter att ha hållit sitt första och enda möte den 18 januari. Syftet med organet var att skriva en konstitution och att bilda en regering i efterspelet efter ryska revolutionen.
Val till församlingen hölls den 25 november 1917 där ett flertal partier delade på 705 platser i den konstituerande församlingen. Det största partiet i valet blev socialistrevolutionära partiet som fick 40% av rösterna och en majoritet av platserna (370 platser) i församlingen. Bolsjevikerna fick 24% av rösterna och säkrade 175 platser. Andra partier som vann platser i församlingen var mensjeviker (15 platser), vänstersocialistrevolutionärer (40 platser), kadettpartiet (17 platser) och olika nationella partier tilldelades sammanlagt 87 platser. En rad övriga partier fick tillsammans 47 platser.